# Laverne Eve
Laverne M. Eve (ur. 16 czerwca 1965 w Nassau) – bahamska lekkoatletka, oszczepniczka, na początku kariery startująca też w konkurencjach pchnięcia kulą oraz rzutu dyskiem.
Dziewięciokrotna uczestniczka mistrzostw świata (w tym finalistka czempionatu z 2001 i 2003 roku), siedmiokrotna mistrzyni Ameryki Środkowej i Karaibów, czterokrotna medalistka igrzysk panamerykańskich, złota i srebrna medalistka igrzysk Wspólnoty Narodów, trzykrotna medalistka igrzysk Ameryki Środkowej i Karaibów. Pięciokrotna olimpijka (Seul, Atlanta, Sydney, Ateny, Pekin).
Wielokrotna złota medalistka CARIFTA Games oraz mistrzostw Ameryki Środkowej i Karaibów w kategoriach wiekowych U18 i U20, mistrzyni obu Ameryk juniorów.

## Kariera
Pierwszy start Bahamki miał miejsce na rozgrywanych w Nassau mistrzostwach Ameryki Środkowej i Karaibów U18 w 1980 roku, gdzie wywalczyła złoty medal w rzucie dyskiem i srebrny medal w konkurencji pchnięcia kulą (o wadze 3 kg). Startowała również w CARIFTA Games (w latach 1981–1984), zdobywając na nich łącznie jedenaście złotych medali igrzysk. W 1981 roku zadebiutowała na seniorskiej międzynarodowej imprezie lekkoatletycznej, wtedy na mistrzostwach Ameryki Środkowej i Karaibów w Santo Domingo otrzymała dwa brązowe medale (w konkurencjach rzutu dyskiem i pchnięcia kulą). Z powodzeniem startowała także na mistrzostwach Ameryki Środkowej i Karaibów w kategorii wiekowej U20, między innymi zdobyła dwa złote medale na czempionacie w 1984 roku. Dwa razy w karierze udało się jej zdobyć medal mistrzostw panamerykańskich U20, na czempionacie rozgrywanym także w 1984 roku.
W 1987 roku wystąpiła na mistrzostwach świata w Rzymie. Od tego momentu startowała praktycznie wyłącznie w konkurencji rzutu oszczepem. W debiucie na mistrzostwach globu seniorów odpadła w eliminacjach, nie zaliczając żadnej próby. Rok później zaliczyła olimpijski debiut, na igrzyskach olimpijskich w Seulu uzyskała w eliminacjach wynik 60,02 m – z nim uplasowała się na 8. miejscu w grupie i jednocześnie nie zakwalifikowała się do finału.
W 1989 roku po raz pierwszy w karierze wywalczyła tytuł mistrzyni Ameryki Środkowej i Karaibów seniorów. Zajęła również 3. miejsce w ramach lekkoatletycznego Pucharu Świata w Barcelonie. Dwa lata później, powtórnie wystąpiła na mistrzostwach świata, tym razem w ramach zmagań rozgrywanych w Tokio wywalczyła w fazie eliminacji 11. miejsce w grupie. W 1993 otrzymała pierwszy w karierze medal igrzysk Ameryki Środkowej i Karaibów (w konkurencji pchnięcia kulą), w 1995 roku zaś po raz pierwszy w historii swych występów została medalistką igrzysk panamerykańskich.
Po ośmiu latach przerwy ponownie próbowała sił na igrzyskach olimpijskich. Na igrzyskach w Atlancie najlepszą z trzech prób był rezultat 58,48 m, z którym zajęła 8. miejsce w eliminacjach, ale ponownie nie zdołała awansować do finału. Nie weszła także do finału konkursu rzutu oszczepem rozgrywanych w ramach igrzysk olimpijskich w Sydney, w eliminacjach uzyskała rezultat 58,36 m, który dał jej 8. miejsce w grupie eliminacyjnej i 16. miejsce w gronie wszystkich lekkoatletek.
W 2002 roku sięgnęła po złoty medal igrzysk Wspólnoty Narodów, natomiast rok później pierwszy raz awansowała do finału mistrzostw świata, zajmując w tej fazie zmagań 8. miejsce. Była uczestniczką pierwszego w historii Światowego Finału IAAF, w ramach którego uplasowała się na 4. miejscu.
W 2004 roku na igrzyskach olimpijskich w Atenach uzyskała w eliminacjach wynik 61,22 m plasujący ją na 2. miejscu w grupie (przegrała jedynie z Nikolą Brejchovą). Tym samym zakwalifikowała się do finału, w ramach którego zdołała uzyskać jeszcze lepszy rezultat – 62,77 m, z nim ostatecznie zajęła 6. miejsce w klasyfikacji końcowej zmagań. Były to zarazem jedyne igrzyska, w których reprezentantce Bahamów udało się wejść do finału.
Na mistrzostwach świata w Helsinkach również udało się jej awansować do finału, tym razem zakończyła rywalizację na 10. miejscu. Dwa lata później na światowym czempionacie w Osace nie zdołała awansować do finału, w grupie eliminacyjnej zajęła 11. miejsce.
W piątym olimpijskim występie, który miał miejsce w Pekinie, uzyskała w eliminacjach wynik 57,36 m plasujący ją 9. miejscu w grupie, jak również 20. miejscu w gronie wszystkich oszczepniczek.
W 2009 roku zdobyła ostatni w karierze medal międzynarodowych zmagań lekkoatletycznych – był nim czwarty brązowy medal mistrzostw Ameryki Środkowej i Karaibów. Po raz ostatni w imprezie lekkoatletycznej wystąpiła 23 czerwca 2012 roku na mistrzostwach Bahamów, wówczas Eve udało się wywalczyć złoty medal czempionatu.

## Osiągnięcia
| Rok     | Zawody                                                      | Miasto              | Miejsce | Konkurencja           | Wynik |
| ------- | ----------------------------------------------------------- | ------------------- | ------- | --------------------- | ----- |
| 1980    | Mistrzostwa Ameryki Środkowej i Karaibów juniorów młodszych | Nassau              | srebro  | pchnięcie kulą (3 kg) | 12,25 |
| 1980    | Mistrzostwa Ameryki Środkowej i Karaibów juniorów młodszych | Nassau              | złoto   | rzut dyskiem          | 35,16 |
| 1981    | CARIFTA Games                                               | Nassau              | złoto   | pchnięcie kulą (U17)  | 13,27 |
| 1981    | CARIFTA Games                                               | Nassau              | złoto   | rzut oszczepem (U17)  | 39,94 |
| 1981    | Mistrzostwa Ameryki Środkowej i Karaibów                    | Santo Domingo       | brąz    | pchnięcie kulą        | 13,32 |
| 1981    | Mistrzostwa Ameryki Środkowej i Karaibów                    | Santo Domingo       | brąz    | rzut dyskiem          | 42,56 |
| 1982    | CARIFTA Games                                               | Kingston            | złoto   | rzut dyskiem          | 39,60 |
| 1982    | CARIFTA Games                                               | Kingston            | złoto   | rzut oszczepem        | 48,62 |
| 1982    | CARIFTA Games                                               | Kingston            | złoto   | pchnięcie kulą        | 13,66 |
| 1982    | Mistrzostwa Ameryki Środkowej i Karaibów juniorów           | Bridgetown          | brąz    | pchnięcie kulą        | 13,26 |
| 1983    | CARIFTA Games                                               | Fort-de-France      | złoto   | rzut dyskiem          | 42,90 |
| 1983    | CARIFTA Games                                               | Fort-de-France      | złoto   | rzut oszczepem        | 14,39 |
| 1983    | CARIFTA Games                                               | Fort-de-France      | złoto   | pchnięcie kulą        | 47,32 |
| 1983    | Mistrzostwa Ameryki Środkowej i Karaibów                    | Hawana              | srebro  | pchnięcie kulą        | 14,75 |
| 1984    | CARIFTA Games                                               | Nassau              | złoto   | rzut dyskiem          | 46,40 |
| 1984    | CARIFTA Games                                               | Nassau              | złoto   | rzut oszczepem        | 14,66 |
| 1984    | CARIFTA Games                                               | Nassau              | złoto   | pchnięcie kulą        | 50,14 |
| 1984    | Mistrzostwa Ameryki Środkowej i Karaibów juniorów           | San Juan            | złoto   | rzut oszczepem        | 50,64 |
| 1984    | Mistrzostwa Ameryki Środkowej i Karaibów juniorów           | San Juan            | złoto   | pchnięcie kulą        | 13,95 |
| 1984    | Mistrzostwa Ameryki Środkowej i Karaibów juniorów           | San Juan            | srebro  | rzut dyskiem          | 43,64 |
| 1984    | Mistrzostwa Ameryki Środkowej i Karaibów juniorów           | San Juan            | srebro  | skok wzwyż            | 1,64  |
| 1984    | Mistrzostwa panamerykańskie juniorów                        | Nassau              | złoto   | pchnięcie kulą        | 14,93 |
| 1984    | Mistrzostwa panamerykańskie juniorów                        | Nassau              | srebro  | rzut oszczepem        | 53,50 |
| 1985    | Mistrzostwa Ameryki Środkowej i Karaibów                    | Nassau              | brąz    | pchnięcie kulą        | 14,54 |
| 1987    | Mistrzostwa świata                                          | Rzym                | NM H    | rzut oszczepem        | N/A   |
| 1988    | Igrzyska olimpijskie                                        | Seul                | 8. H    | rzut oszczepem        | 60,02 |
| 1989    | Mistrzostwa Ameryki Środkowej i Karaibów                    | San Juan            | złoto   | rzut oszczepem        | 62,42 |
| 1989    | Puchar Świata                                               | Barcelona           | brąz    | rzut oszczepem        | 60,32 |
| 1991    | Mistrzostwa świata                                          | Tokio               | 11. H   | rzut oszczepem        | 55,14 |
| 1991    | Mistrzostwa Ameryki Środkowej i Karaibów                    | Xalapa              | złoto   | rzut oszczepem        | 47,60 |
| 1993    | Igrzyska Ameryki Środkowej i Karaibów                       | Ponce               | brąz    | pchnięcie kulą        | 15,35 |
| 1995    | Igrzyska panamerykańskie                                    | Mar del Plata       | srebro  | rzut oszczepem        | 61,26 |
| 1995    | Mistrzostwa świata                                          | Göteborg            | 8. H    | rzut oszczepem        | 58,78 |
| 1996    | Igrzyska olimpijskie                                        | Atlanta             | 8. H    | rzut oszczepem        | 58,48 |
| 1997    | Mistrzostwa Ameryki Środkowej i Karaibów                    | San Juan            | srebro  | rzut oszczepem        | 58,16 |
| 1997    | Mistrzostwa świata                                          | Ateny               | 9. H    | rzut oszczepem        | 58,80 |
| 1998    | Igrzyska Ameryki Środkowej i Karaibów                       | Maracaibo           | brąz    | rzut oszczepem        | 57,78 |
| 1999    | Mistrzostwa Ameryki Środkowej i Karaibów                    | Bridgetown          | złoto   | rzut oszczepem        | 61,61 |
| 1999    | Igrzyska panamerykańskie                                    | Winnipeg            | brąz    | rzut oszczepem        | 61,24 |
| 1999    | Mistrzostwa świata                                          | Sewilla             | 6. H    | rzut oszczepem        | 57,97 |
| 2000    | Igrzyska olimpijskie                                        | Sydney              | 8. H    | rzut oszczepem        | 58,36 |
| 2001    | Mistrzostwa Ameryki Środkowej i Karaibów                    | Gwatemala           | złoto   | rzut oszczepem        | 59,30 |
| 2001    | Mistrzostwa świata                                          | Edmonton            | 9. H    | rzut oszczepem        | 56,10 |
| 2002    | Igrzyska Wspólnoty Narodów                                  | Manchester          | złoto   | rzut oszczepem        | 58,46 |
| 2003    | Mistrzostwa Ameryki Środkowej i Karaibów                    | Saint George’s      | złoto   | rzut oszczepem        | 56,75 |
| 2003    | Igrzyska panamerykańskie                                    | Santo Domingo       | srebro  | rzut oszczepem        | 60,68 |
| 2003    | Mistrzostwa świata                                          | Paryż               | 8.      | rzut oszczepem        | 59,60 |
| 2003    | Światowy Finał IAAF                                         | Monako              | 4.      | rzut oszczepem        | 62,10 |
| 2004    | Igrzyska olimpijskie                                        | Ateny               | 6.      | rzut oszczepem        | 62,77 |
| 2004    | Światowy Finał IAAF                                         | Monako              | 5.      | rzut oszczepem        | 59,85 |
| 2005    | Mistrzostwa Ameryki Środkowej i Karaibów                    | Nassau              | złoto   | rzut oszczepem        | 61,11 |
| 2005    | Mistrzostwa świata                                          | Helsinki            | 10.     | rzut oszczepem        | 57,10 |
| 2005    | Światowy Finał IAAF                                         | Monako              | 4.      | rzut oszczepem        | 61,96 |
| 2006    | Igrzyska Wspólnoty Narodów                                  | Melbourne           | srebro  | rzut oszczepem        | 60,54 |
| 2006    | Igrzyska Ameryki Środkowej i Karaibów                       | Cartagena de Indias | brąz    | rzut oszczepem        | 57,29 |
| 2007    | Igrzyska panamerykańskie                                    | Rio de Janeiro      | brąz    | rzut oszczepem        | 58,10 |
| 2007    | Mistrzostwa świata                                          | Osaka               | 11. H   | rzut oszczepem        | 56,87 |
| 2008    | Mistrzostwa Ameryki Środkowej i Karaibów                    | Cali                | złoto   | rzut oszczepem        | 56,36 |
| 2008    | Igrzyska olimpijskie                                        | Pekin               | 9. H    | rzut oszczepem        | 57,36 |
| 2009    | Mistrzostwa Ameryki Środkowej i Karaibów                    | Hawana              | brąz    | rzut oszczepem        | 58,69 |
| 2010    | Igrzyska Wspólnoty Narodów                                  | Nowe Delhi          | 10.     | rzut oszczepem        | 50,40 |
| 2010    | Igrzyska Ameryki Środkowej i Karaibów                       | Mayagüez            | 4.      | rzut oszczepem        | 51,02 |
| 2011    | Mistrzostwa Ameryki Środkowej i Karaibów                    | Mayagüez            | 5.      | rzut oszczepem        | 50,41 |
| 2011    | Igrzyska panamerykańskie                                    | Guadalajara         | 9.      | rzut oszczepem        | 50,42 |
| Źródło: |                                                             |                     |         |                       |       |

W trakcie swej kariery sportowej sięgnęła również po trzynaście tytułów mistrzyni kraju, w latach 1998-2012, jeden ze złotych medali wywalczyła w konkurencji rzutu starym modelem oszczepu.

## Rekordy życiowe
Rekord życiowy zawodniczki to 63,73 m i został ustanowiony 22 kwietnia 2000 roku w Nashville. Do 6 czerwca 2024 był rekordem Bahamów w tej konkurencji lekkoatletycznej.